# Gare de Pougues-les-Eaux
Gare de Pougues-les-Eaux – przystanek kolejowy w Pougues-les-Eaux, w departamencie Nièvre, w regionie Burgundia-Franche-Comté, we Francji.
Jest stacją Société nationale des chemins de fer français (SNCF), obsługiwaną przez pociągi Intercités i TER Bourgogne.

## Położenie
Znajduje się na wysokości 193 m n.p.m., na km 240,119 linii Moret – Lyon, pomiędzy stacjami Tronsanges i Garchizy.

## Usługi
Jest obsługiwana przez pociągi Intercités Paryż - Nevers i TER Bourgogne na trasie Cosne - Nevers.